# Nephridiorhynchus major
Nephridiorhynchus major är en hakmaskart som först beskrevs av Bremser 1811.  Nephridiorhynchus major ingår i släktet Nephridiorhynchus och familjen Oligacanthorhynchidae. Inga underarter finns listade i Catalogue of Life.